# Tom Clancy’s Ghost Recon Breakpoint
Tom Clancy’s Ghost Recon Breakpoint – komputerowa strzelanka taktyczna z perspektywy trzeciej osoby osadzona w otwartym świecie, wyprodukowana przez studio Ubisoft Paris i wydana przez przedsiębiorstwo Ubisoft 4 października 2019 na komputery osobiste (Microsoft Windows) i konsole gier wideo ósmej generacji oraz 18 grudnia 2019 na platformę Google Stadia. Gra stanowi jedenastą część z serii Tom Clancy’s Ghost Recon oraz kontynuację jej poprzednika, Tom Clancy’s Ghost Recon Wildlands.

## Fabuła
Akcja gry toczy się w 2025 roku – sześć lat po wydarzeniach z Wildlands oraz rok po wydarzeniach z Future Soldier. Fabuła rozgrywa się na obszarze Auroa – fikcyjnej wyspie ulokowanej na południowym Pacyfiku, która należy do miliardera i filantropa Jace’a Skella. Skell jest założycielem Skell Technology, firmy produkującej drony do zastosowań komercyjnych. Firma zaczęła również odnosić sukcesy w zamówieniach rządu Stanów Zjednoczonych na nowoczesny sprzęt wojskowy. Skell kupił wyspę z wizją przekształcenia jej w centrum projektowania, badań, rozwoju i produkcji technologii sztucznej inteligencji oraz dronów, które nazywa „Światem 2.0”. Wyspa jest zróżnicowana pod względem biomów, m.in. morskich ujść rzek i mokradeł, fiordów, lasów nadrzewnych, ośnieżonych gór i aktywnych wulkanów.
Głównym antagonistą jest były podpułkownik oddziału Duchów, Cole D. Walker, który zbuntował się wobec dotychczasowych sprzymierzeńców po odejściu z wojska. Po śmierci członków jego drużyny w Boliwii zaczął uważać, że rząd Stanów Zjednoczonych nie ceni życia swoich żołnierzy, czego skutkiem było dołączenie do prywatnej firmy wojskowej Sentinel, która zajęła wyspę Auroa i ustanowiła na niej dyktaturę.

## Rozgrywka
Podobnie jak w poprzedniej części serii, rozgrywka prowadzona jest z perspektywy trzeciej osoby z opcjonalnym widokiem z pierwszej osoby w przypadku precyzyjnego celowania z broni. Gracz wciela się w postać Anthony’ego „Nomada” Perrymana – członka Kompanii Delta, Pierwszego Batalionu, 5. Grupy Sił Specjalnych znanych również jako „Duchy”, stanowiących fikcyjną elitarną jednostkę operacji specjalnych armii Stanów Zjednoczonych. Eksploracja odbywa się w otwartym środowisku Auroa o zróżnicowanym krajobrazie, który wpływa między innymi na swobodę przemieszczania się czy możliwości kamuflowania. Przemieszczanie się po świecie gry może odbywać się z użyciem różnorodnych pojazdów lądowych, wodnych i powietrznych.
Początkowo gra oferowała cztery podstawowe klasy związane z prowadzeniem różnych strategii podczas rozgrywki, a po serii aktualizacji pojawiły się trzy kolejne. Każda z klas zapewnia unikalną zdolność oraz pasywne korzyści związane z obraną taktyką. Gracze mogą je zmieniać podczas rozgrywki w miejscach nazwanych obozami, gdzie ponadto mogą dokonać zakupów ekwipunku, czy wykonać przygotowania, które przyniosą czasowe korzyści prowadzonej przez nich postaci.
W porównaniu z poprzednią częścią z serii, gra kładzie większy nacisk na przetrwanie we wrogim środowisku. Wrogowie są liczniejsi, bardziej zróżnicowani pod względem umiejętności oraz wyposażeni w ten sam ekwipunek, który gracz może zdobyć. Do wytwarzania wielu przedmiotów konieczne są zasoby znalezione podczas eksploracji świata. Gracz może także zarządzać stanem zdrowia i zmęczenia swojej postaci, co wpływa na jej sprawność i ogólną szybkość poruszania się na piechotę, zdolność regeneracji zdrowia czy głośność podczas skradania się. Poważne obrażenia postaci mogą ograniczyć jej możliwość poruszania się czy dokładność celowania.
Po raz pierwszy w serii pojawiają się opcje dialogowe do wybrania przez gracza. Nie wpływają one w żaden sposób na przebieg fabuły – umożliwiają natomiast zdobywanie informacji pomocnych w wykonaniu zadań. Natychmiastowy dostęp do nich może być ograniczony przez wprowadzony tryb eksploracji, zmuszający gracza do przeprowadzenia zwiadu na wskazanym obszarze. Po premierze gry pojawiły się także kompetetywne oraz kooperacyjne (nazwane rajdami) tryby wieloosobowe.

## Produkcja i wydanie
Po sukcesie sprzedażowym części Wildlands z serii, łączna liczba projektantów gry zwiększyła się do ponad tysiąca osób. Po raz pierwszy względem serii postanowiono o utworzeniu fikcyjnej scenerii, ponieważ zespół pracujący nad grą uznał, że taka decyzja zapewni większą swobodę twórczą w procesie projektowania gry. Lokacja archipelagu Auroa stanowi połączenie generowania proceduralnego oraz manualnego projektowania terenu.
Pierwotnie gra zakładała prowadzenie walki z przeciwnikiem wyłącznie samotnie, bez towarzyszy z oddziału Duchów jak w poprzednich częściach z serii. Funkcjonalność zarządzania zespołem została przywrócona w jednej z aktualizacji wydanych po premierze gry. Wybranie tytułu gry „Breakpoint” zostało podyktowane narracją gry, w której oddział Duchów podejmuje się wykonania misji będącej na skraju niepowodzenia. Scenarzysta gry dodał, że fabuła będzie poruszać tematy „bólu, traumy, braterstwa i wyczerpania psychicznego”.
Po premierze gry i w odpowiedzi na jej słabe przyjęcie przez krytyków, Ubisoft ogłosił plany wprowadzenia zmian w zachowaniu sztucznej inteligencji w aktualizacji nazwanej „Ghost Experience”, ponadto pozwalającej graczom na dostosowanie reguł prowadzonej gry, jak m.in. wyłączenie określania poziomów skuteczności ekwipunku czy utratę amunicji w przypadku przeładowania broni z nie do końca opróżnionym magazynkiem.
Wsparcie dla gry zostało zakończone w kwietniu 2022, niedługo po dodaniu obsługi niewymiennych tokenów.

## Odbiór
Gra otrzymała „mieszane lub przeciętne” recenzje od krytyków w agregatorze recenzji Metacritic. Produkcję opisano jako „nędzną” i „rozczarowującą”, poddając krytyce zaimplementowane mechaniki oraz sposób prowadzenia misji. Richard Wakeling – redaktor Gamespot – napisał, że „Breakpoint to chaotyczna mieszanka różnych pomysłów, zaciągająca różne aspekty z innych gier Ubisoftu i wciskająca je na siłę, będące na pół gwizdka i nie na miejscu. [...] Jej cecha charakterystyczna sprowadza się do tego, jak powtarzalna i czerstwa jest jej całość”.
Recenzentka Gina Lees z portalu PCGamesN zauważa, że „Breakpoint ma w zwyczaju nigdy w pełni nie angażować się w nowe elementy, które wprowadza”. Za przykład wskazuje mechanikę poziomów wyczerpania, które pomimo zmęczenia niewystarczająco ograniczają możliwość poruszania się sterowanej postaci. Recenzja wylicza także brak ograniczeń w używaniu bandaży, co znacząco ułatwia uleczenie postaci, a poprzez to pozbawia sensu system zadawanych obrażeń. Podobne problemy dostrzega recenzent Peter Glagowski z bloga Destructoid, zauważając, że „aspekty sztuki przetrwania mogą być zignorowane, ponieważ konsekwencje braku zaangażowania w nie są znikome”.
Redaktorzy serwisu GamesRadar+ wskazują, że większość zadań w grze przebiega według tego samego schematu. Portal VG247 stwierdza, że „prawie każda misja przebiega tak samo”. GamesRadar+ uważa jednak fabułę za „zaskakująco interesującą” – opinii tej nie podziela redakcja serwisu PC Gamer, uważając, że „jakość opowiadania historii jest ogólnie słaba”.
Recenzent z czasopisma Edge napisał, że „wszystko jest zaskakująco wciągające”, wypominając jednak, że „gra psuje wszystko przez takie głupie rzeczy jak rajdy, poziomy ekwipunku, wybieranie własnych celów czy płacenie prawdziwymi pieniędzmi za stroje postaci”.
Redakcja serwisu Hardcore Gamer za największy problem gry wskazuje połączenie mechaniki z gier Tom Clancy’s Ghost Recon Wildlands i Tom Clancy’s The Division 2, uważając je za bezsensowne z racji istnienia tych dwóch gier z osobna.

### Mikrotransakcje
Zakres mikrotransakcji w grze spotkał się z krytyką, kiedy jeden z użytkowników serwisu Reddit opublikował zrzuty ekranu z zakupionej gry w wersji wczesnego dostępu, na których przedstawione były przedmioty, które gracze mogą kupić za prawdziwe pieniądze. Pojawiły się obawy, że gracze mogli ominąć proces zdobywania coraz lepszego ekwipunku, ponieważ ta zawartość była dostępna do zakupienia niedługo po rozpoczęciu gry; społeczność obawiała się, że gra obrała model pay-to-win.
Firma Ubisoft w odpowiedzi na obawy wydała oświadczenie, w którym stwierdziła, że „celem było zaoferowanie graczom uczciwego i satysfakcjonującego doświadczenia, niezależnie od tego, jak chcą doświadczyć gry”, a „dwa kluczowe czynniki wyróżniały się jako niezwykle ważne dla zespołu: to, że Tom Clancy's Ghost Recon Breakpoint nie zawiera żadnych elementów pay-to-win, i upewnienie się, że gracze, którzy nie zdecydują się na zakupy w grze, nie wpłyną na ich doświadczenia”. W tym samym czasie z gry zostało usunięte możliwe do zakupienia ulepszenie zwiększające uzyskiwane punkty doświadczenia postaci. Redakcja bloga Kotaku pomimo sprzeciwu wobec modelu mikrotransakcji argumentowała, że nie miały one dużego znaczenia, ponieważ całą zawartość gry nadal można było zdobyć podczas rozgrywki. Natomiast redakcja serwisu Polygon po premierze gry wyraziła obawy wobec możliwości zdobycia zawartości gry za prawdziwe pieniądze, zauważając, że pomimo płynących korzyści z mikrotransakcji, gracze z nich korzystający nie mieli realnych korzyści w wymiarze rywalizacji w trybie wieloosobowym, ponieważ gra automatycznie wyrównuje statystyki każdego gracza, a statystyki zakupionych broni po ulepszeniu były skalowane do poziomu postaci sterowanej przez gracza.

## Nagrody
| Rok  | Nagroda             | Kategoria                                 | Wynik     | Źródło |
| ---- | ------------------- | ----------------------------------------- | --------- | ------ |
| 2019 | Game Critics Awards | Best Online Multiplayer                   | nominacja | [ 39 ] |
| 2019 | gamescom            | Best PC Game                              | wygrana   | [ 40 ] |
| 2019 | Titanium Awards     | Best Spanish Performance (Bruce Falconer) | nominacja | [ 41 ] |